# Augustiner-Chorherren von Maria, der Mutter des Erlösers
Die Augustiner-Chorherren von Maria, der Mutter des Erlösers (lat.: Congregatio Canonicorum Regularium Mariæ Matris Redemptoris, Ordenskürzel: CRMR, franz.: Chanoines Réguliers ou Petits-Frères de Marie, Mère du Rédempteur) sind eine Ordensgemeinschaft in der römisch-katholischen Kirche. Sie sind Mitglied der Konföderation der Augustiner-Chorherren.
Die Kongregation wurde 1971 von Mutter Marie de la Croix (bürgerlich: Maria Nault, 1901–1999) ins Leben gerufen. Der Aufbau der Ordensgemeinschaft erfolgte mit Unterstützung der Benediktinerabtei Solesmes, der eigentliche Gründungsort ist das Kloster La Côtellerie in Bazougers (Mayenne). Seit der bischöflichen Anerkennung vom 1. November 1986 durch Bischof Louis-Marie Billé von Laval arbeitet die Kongregation, mit ca. 25 Kanonikern, in der Diözese Laval. 1987 wurde sie Mitglied der Konföderation der Augustiner-Chorherren.